# Söderköpings brunn

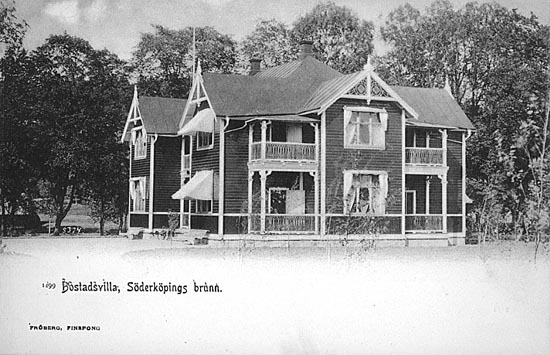
Nu riven brunnsvilla på Söderköpings brunn, 1905

Söderköpings brunn är ett konferens- och kurhotell i Söderköping i Östergötland.
Söderköpings brunn anlades 1718–1719 på Sankta Ragnhilds källa, som har medeltida anor. Källan är inte en mineralvattenkälla, men hade anseende som en källa med klart och gott vatten. Kurverksamheten påbörjades då av läkaren Magnus Gabriel von Block. Brunnssällskapet fick 1774 sina privilegier av kung Gustav III. År 1842 införde intendenten och läkaren Johan Olof Lagberg kallvattenkurer med mycket vatten både invärtes och utvärtes. 
Huvudbyggnaden benämns Slottet och uppfördes 1775. Efter en ombyggnad 1851 finns gästrum, matsalar, källsalong med promenadveranda och sällskapsrum. Idag finns även spa-anläggning där. I Slottet står en bronskopia av statyn Slussvaktaren av Elis Nordh. 
Brunnssalongen, som ligger mitt emot ingången till Slottet, uppfördes 1819 och har plats för 175 sittande gäster. I parken bakom Brunnssalongen finns en 2,3 meter hög minnessten över Johan Olof Lagberg som restes 1923. Den pryds av en porträttmedaljong i brons och texten "åt minnet av svenska vatten = läkekonstens fader med doktor Johan Olof Lagberg intendent vid Söderköpings brunn 1823–1856". På andra sidan Skönbergagatan ligger Lagbergska villan som uppfördes 1820–1830 som läkarbostad, numer är det ett annex till hotellet. Bland övriga historiska byggnader märks Brunnskyrkan från 1898 i nationalromantisk stil och Brunnslasarettet från 1893 som båda ligger på andra sidan Storån. Brunnslasarettet var i bruk 1893–1976.